# 平潭街街道
平潭街街道，是中华人民共和国山西省阳泉市矿区下辖的一个乡级行政区单位。

## 行政区划
平潭街街道下辖以下地区：
平潭街东社区、平潭街西社区、大院社区、洪城河社区、西山社区、东山社区、苹果园社区和马家坪社区。